# Aristea schizolaena
Aristea schizolaena là một loài thực vật có hoa trong họ Diên vĩ. Loài này được Harv. ex Baker miêu tả khoa học đầu tiên năm 1876.